# Лорејн (Тексас)
Лорејн (енгл. Loraine) град је у америчкој савезној држави Тексас. По попису становништва из 2010. у њему је живело 602 становника.

## Демографија
Према попису становништва из 2010. у граду је живело 602 становника, што је 54 (8,2%) становника мање него 2000. године.
| Група             | 2000.       | 2010.       |
| Белци             | 305 (46,5%) | 319 (53,0%) |
| Афроамериканци    | 41 (6,3%)   | 17 (2,8%)   |
| Азијати           | 0 (0,0%)    | 3 (0,5%)    |
| Хиспаноамериканци | 302 (46,0%) | 252 (41,9%) |
| Укупно            | 656         | 602         |